# أليس جي. براينت
أليس جي. براينت (بالإنجليزية: Alice G. Bryant) هي جَرّاحة أمريكية، ولدت في 1862، وتوفيت في 25 يونيو 1942.